# Maurice de Vlaminck
Maurice de Vlaminck (Paris, 4 de abril de 1876 — Rueil-la-Gadelière, 11 de outubro de 1958) foi um pintor francês. Ao lado de André Derain e Henri Matisse, é considerado um dos principais artistas do movimento fauvista, caracterizado pela distorção das formas e das cores em suas obras.
O pintor é considerado um dos mais audazes do Fauvismo no exagero das formas e das cores. De Vlaminck pinta paisagens não-realistas, colorindo-as com amarelos e vermelhos que se contrastam violentamente. Não se assemelha a pintura sutil de Monet e nem as faces macias das mulheres de Renoir.
Maurice de Vlaminck nasceu em Paris, em uma família de músicos. Seu pai lhe ensinou a tocar violino. Ele começou a pintar quando já era quase um adulto. Em 1893, ele estudou com o pintor Henri Rigalon na Ile de Chatou. Casou-se pela primeira vez em 1894. A grande sorte em sua vida foi ter encontrado André Derain em um trem para Paris quase no final de seu serviço no exército. Vlaminck, com 23 anos na ocasião, desenvolveu uma forte amizade com Derain. Quando Vlaminck completou seu serviço militar em 1900, os dois alugaram um estúdio. Vlaminck pintava durante o dia e ganhava a vida dando aulas de violino e tocando com uma banda durante a noite. Em 1911, viajou para Londres para pintar o rio Tamisa. Em 1913, ele pintou novamente com Derain em Marselha e Martigues. Durante a Primeira Guerra Mundial, ele começou a escrever poesia. Depois, ele estabeleceu-se nos subúrbios de Paris. Casou com sua segunda mulher, com quem teve duas filhas. De 1925 em diante, ele viajou pela França, mas continuou a pintar, principalmente ao longo do rio Sena, próximo a Paris.